# یاتیهالاگالا پالگاما
یاتیهالاگالا پالگاما (به لاتین: Yatihalagala Pallegama) یک منطقهٔ مسکونی در سری‌لانکا است که در استان مرکزی (سری‌لانکا) واقع شده‌است.